# 聖路易斯縣 (密蘇里州)
聖路易斯縣（英語：St. Louis County）是美国密蘇里州東部的一個縣，東北、東南隔密西西比河與伊利诺伊州相望，北以密蘇里河為界，東為該州独立市聖路易斯，總面積1,356平方公里。根據2020年美國人口普查，共有人口100萬4,125人。縣治克萊頓（Clayton）。
聖路易斯縣成立於1812年10月1日，縣名紀念法國國王路易九世。在英国接管密西西比河以东的前法国领土后，许多法国殖民者向西迁移。他们在圣路易斯县定居，并于1700年代后期建立了圣路易斯市。美国于 1803年通过路易斯安那購地获得了这片领土。
1877年，圣路易斯市的居民投票决定脱离该县，成为一个独立市。20世纪60年代，随着大聖路易斯郊区的不断发展，该县的人口首次超过了城市。工业重组导致该市的工作和人口下降，而该县继续扩张。
几十年来，不断变化的环境导致许多商界和政界领袖提议将市县合并为一个政府。2019年曾试图将此问题提交全州投票，但没有进行投票。

## 历史

### 殖民定居点和早期政府
18世纪，在后来成为圣路易斯县的地区建立了几个欧洲殖民定居点。在七年战争失败后法国将领土割让给英国后，法国殖民者从密西西比河以东迁移。它还将河流以西的大部分领土割让给了西班牙。
圣路易斯于1764年2月14日由Pierre Laclède和Auguste Chouteau创立；他们成为该市主要的毛皮贸易商。
1804年10月1日，法属路易斯安那被出售并转让给美国后，托马斯·杰斐逊总统建议该领土在与法国人达成协议后，保留西班牙官员在该领土长达数十年的统治期间划定的地区。

### 战前
路易斯安那州移交给美国后，授予市政当局合并的权力被委托给领土，后来成为州建制。第一个在圣路易斯县获得市政地位的是圣路易斯，它于1809年11月9日成立，隶属于领土立法机构。它于1822年12月9日获得城市地位。

### 圣路易斯和圣路易斯县的分离
在战前时期，一些市领导开始努力将该县最大的直辖市圣路易斯市从该县中分离出来。
1877年，圣路易斯市从县城中分离出来，建立了一个独立市。1876年8月，该市勉强批准了分离，而县居民绝大多数反对分离。城市居民争辩说他们希望“摆脱县税和国家对县政府的影响”。当时城市有35万居民，而农村县只有3万。农村县也只有150英里的碎石路。尽管结果在法庭上受到质疑，但两个司法管辖区于1877年3月正式分开。

### 二战后时代
1945年，克莱顿新建了一座法院大楼（它是 21 世纪的县警察总部）。最初建于1878年的法院大楼于1971年被拆除，取而代之的是县政府广场和现代化的六层法院大楼。
第二次世界大战后，圣路易斯县的教育发生了一些变化。弗洛里桑学区和弗格森学区于1951年10月合并，形成弗格森-弗洛里桑学区。作为法院下令的废除种族隔离计划的一部分，1975年，弗格森-弗洛里桑区吞并了金洛克和伯克利学区，以合并学校。
1955年，圣路易斯县成立圣路易斯县警察局，管辖全县。1977年，圣路易斯县发生了三起汽车爆炸案，造成两人死亡。嫌疑人从未被抓获。
1988年，自由持有人委员会提议将该县的 89 个直辖市合并为37个城市，取消所有非建制地区。1989年6月的投票受到许多团体的质疑，理由是质疑董事会的宪法权威。6月25日，在预定的投票发生几天后，美国最高法院一致推翻了密苏里州最高法院的裁决，理由是董事会的土地所有权要求违反了美国宪法的平等保护条款。
该县在1970年的人口普查中超过了该市，当时它有951,353人，而该市有622,236人。产业结构调整使这座城市失去了很多工作岗位和居民。根据2010年的人口普查，该市的人口比19世纪时还少。

## 地理
根据美国人口普查局的数据，该县总面积为523平方英里（1,350平方公里），其中508平方英里（1,320平方公里）为陆地，15平方英里（39平方公里）（2.9%）为陆地水域。

### 地形
欧扎克山脉的山麓始于圣路易斯县西南部，该县其余大部分地区都是相当平坦的高原。由于地势崎岖，该县西部是最不发达的地区。该县南部密西西比河沿岸的悬崖高出河流约200-300英尺。主要的洪泛区是切斯特菲尔德河谷，位于该县西部，密苏里河沿岸。它以前被称为“Gumbo Flats”，因其肥沃的黑色土壤而得名；在1993年的大洪水期间，它被至少10英尺深的水淹没。工程兵团建造了更高的堤坝，该县已允许在洪泛区进行建设。

### 地质学
基岩主要为石灰岩和白云岩，靠近河流的县城大部分地区为喀斯特地貌，洞穴、天坑和泉水众多。地表无火成岩或变质岩裸露。在县西南角的太平洋镇开采了圣彼得砂岩地层的主要露头，这是一种用于制造透明玻璃的细白砂岩。砖粘土开采曾经是该县的主要产业。密苏里河沿岸的Charbonier Bluff是一处露出地表的煤炭，曾用作汽船的加油站。“圣路易斯背斜”是一个地下构造，在该县北部有少量石油矿藏。

### 气候
圣路易斯县混合了潮湿的亚热带气候和潮湿的大陆性气候，既没有山脉也没有大片水域来调节温度。该地区既受到加拿大北极寒流的影响，也受到来自墨西哥湾的湿热空气的影响。该县有四个不同的季节。春天是最潮湿的季节，会产生从龙卷风到冬季风暴的反复无常的恶劣天气。夏季炎热，湿度会导致热指数升至100 °F（38 °C）以上。秋天温和，湿度较低，可能会在第一场阵雪中产生间歇性的暴雨通常在十一月下旬形成。冬季凉爽至寒冷，周期性下雪，气温通常低于冰点。冬季风暴系统可以带来几天的大规模冻雨、冰粒和降雪。

## 人口
| 调查年 | 人口      | 备注   | %±     |
| --- | --------- | ------ | ------ |
| 1820 | 10,049    |        | —      |
| 1830 | 14,125    |        | 40.6%  |
| 1840 | 35,979    |        | 154.7% |
| 1850 | 104,978   |        | 191.8% |
| 1860 | 190,524   |        | 81.5%  |
| 1870 | 351,189   |        | 84.3%  |
| 1880 | 31,888    |        | −90.9% |
| 1890 | 36,307    |        | 13.9%  |
| 1900 | 50,040    |        | 37.8%  |
| 1910 | 82,417    |        | 64.7%  |
| 1920 | 100,737   |        | 22.2%  |
| 1930 | 211,593   |        | 110.0% |
| 1940 | 274,230   |        | 29.6%  |
| 1950 | 406,349   |        | 48.2%  |
| 1960 | 703,532   |        | 73.1%  |
| 1970 | 951,353   |        | 35.2%  |
| 1980 | 973,896   |        | 2.4%   |
| 1990 | 993,529   |        | 2.0%   |
| 2000 | 1,016,315 |        | 2.3%   |
| 2010 | 998,954   |        | −1.7%  |
| 2020 | 1,004,125 |        | 0.5%   |
| 2021年估计 | 997,187   | [ 14 ] | −0.7%  |
| Independent City of St. Louis seceded from the County in 1876. Population of the City of St. Louis in 1880 was 350,518. U.S. Decennial Census 1790–19601900–1990 1990–20002010–2020 |           |        |        |

| 种族构成                | 2010  | 2020  |
| ----------------------- | ----- | ----- |
| 白人                    | 70.3% | 63.0% |
| —非拉丁裔               | 68.9% | 62.2% |
| 非裔美国人              | 23.3% | 24.6% |
| 拉丁裔美国人 (任何种族) | 2.5%  | 3.7%  |
| 亚裔美国人              | 3.5%  | 4.9%  |
| 混血/多种族身份         | 1.9%  | 5.7%  |

## 经济
截至2009年，圣路易斯县最大的就业部门是教育和卫生(25.2%)、贸易和运输(19.6%) 以及专业商业服务(12.7%)。该县的人均收入也是密苏里州最高的（49,727美元），该州近四分之一的劳动力受雇于圣路易斯县，但它占该州工资的27%。它是第八大技术招聘市场的所在地，也是世界上最大的植物科学博士集中地。

## 政府
圣路易斯县政府分为县行政部门的行政权和县议会的立法权。现任县长是山姆佩奇，于2019年4月29日上任。县长任期四年，无任期限制，由全县人口选举产生。该委员会由从县内不同地区选出的七名成员组成，任期四年，从选举后的1月1日开始。1950年，圣路易斯县成为密苏里州第一个根据密苏里州宪法采用地方自治宪章的县, 现行章程于1979年11月6日由选民通过。

## 公园和娱乐场所
作为县公园系统的一部分，圣路易斯县拥有并维护着40多个公园，包括游乐场和自然保护区。它还经营着几个娱乐中心、国家交通博物馆和阿夫顿社区中心。除了圣路易斯县拥有的公园外，该县还是密苏里州三个州立公园的所在地：巴布勒、卡斯尔伍德和66号公路州立公园，以及大泥泞国家鱼类和野生动物保护区和尤利西斯·格兰特国家历史公园的一部分现场。该县的几个市政府也拥有并维护着自己的公园系统。

## 教育
圣路易斯县的教育由23个公立学区、20所私立高中、统一的公共图书馆系统和数个市立图书馆以及数所学院和大学提供。该县的几个学区还与圣路易斯公立学校签订了自愿学生转学协议，该协议允许该县居民就读圣路易斯市的磁石学校。